# Maison Annandale
La maison Annandale est une maison historique située 30, Tillson Avenue à Tillsonburg en Ontario.
Construite en 1881, elle a été désignée en tant que lieu historique du Canada en 1997. L'intérieur de la maison est richement décoré dans le style esthétique.